# Dumu
Dumu is een bestuurslaag in het regentschap Bima van de provincie West-Nusa Tenggara, Indonesië. Dumu telt 1690 inwoners (volkstelling 2010).